# Jordi Guixé i Coromines
Jordi Guixé i Coromines (Solsona, 1970) és un historiador català, director de l'Observatori Europeu de Memòries (EUROM) de la Fundació Solidaritat de la Universitat de Barcelona i professor associat a la Facultat de Belles Arts de la Universitat de Barcelona.
És autor de La República perseguida. Exili i repressió a la França de Franco, 1937-1951 (Publicacions Universitat de València, 2011), producte de la recerca que va fer per al seu doctorat sobre la repressió franquista i la persecució, fora d'Espanya, dels republicans exiliats. La seva tesi doctoral va obtenir el II Premi «España en sus exilios».

## Exposicions
- Deconstruir el Franquisme (European Observatory on Memories).[6] Barcelona, 2019. Navarra, 2019. Galicia, 2020.
- Una infància sota les bombes[7] (Ajuntament de Barcelona). El Born CCM, 2018-2019.
- Símbols de Franco[8] (Memorial Democràtic de Catalunya, 2010)